# 超推脳KEI 摩訶不思議事件ファイル
『超推脳KEI 摩訶不思議事件ファイル』（ちょうすいのうケイ まかふしぎじけんファイル）は、原作：五味一男、漫画：田中克樹、シナリオ：水野光博、龍田力による日本の漫画。『週刊少年サンデー』（小学館）にて2013年17号から2014年31号まで連載していた。

## 概要
『マジカル頭脳パワー!!』、『エンタの神様』などを企画・演出してきた五味一男の初漫画原作作品。SF要素を取り入れたサスペンス作品でもある。

## あらすじ
主人公・風丘京は幼少時に現代医学では治療法の無い脳の奇病を発症。しかし、天才科学者の父親によって脳にウルトラコンピューター「量子CP」を埋め込まれ、成功率ほぼゼロと言われた施術に奇跡的に成功。十数年後、東大進学率90％を誇る市立駒峰高校に入学。普段はごく普通の生活を送っているが、自分の所属する部活「ミステリー研究会」のおかげで様々な難事件に遭遇し、事件解決に導いていく。

## 登場人物

### ミステリー研究会
風丘 京（かざおか けい）
本作の主人公の高校2年生。通称「KEI」。幼少時代に現代科学では治療法のない脳の奇病を発症。天才科学者の父親のウルトラコンピューター「量子CP」を脳に埋め込まれ、格段に高い分析力と人間離れした知力・体力・特殊能力を得た。また、自惚れや不用心さからピンチを招いたり、事態を悪化させたりせず、その場に合った最善の選択を取れるほど危機管理能力・状況判断力・臨機応変さにも優れる。
常に冷静沈着・慎重悠然で無私無欲。物事をどこか冷めた視点で見るため、勝負事に全くこだわらず、自分とは無関係の事件に興味本位で首を突っ込んだりはしない。またポーカーフェイスで滅多なことでは表情を変えないハードボイルド（悪く言えばぶっきら棒）な雰囲気をもつ。本来の性格は融通無礙且つ大らかで、悩んでいる相手にアドバイスを与えたり、自分に対抗意識を持つ相手を仲間と認知するなど社交的。過去の境遇から、死にかけている人間を命がけで救おうとする熱血的な面や、犯人によっては反省や再起を促したり、逆に情け容赦のない追い打ちをかける冷徹さを見せることもある。尚、作中では無実の人間を攻撃・逮捕しかけるなど自分のことを棚に上げたり、探偵を名乗って世間の注目を集める真似は一切していない。
木下 麻織（きのした まおり）
本作のヒロイン。駒高ミステリー研究会に所属する高校1年生。天然な性格で、摩訶不思議な事が大好き。
田所 要（たどころ かなめ）
駒高ミステリー研究会部長。いつも部室でミステリー小説を読んでいる。

### 警視庁
二階堂 龍（にかいどう しげみ）
警視庁捜査一課の警部。東大卒の警察キャリアで駒高ミステリー研究会のOB。京に絶対的な信頼感を持っている。
鈴森 ひろし（すずもり ひろし）
二階堂の助手で新人刑事。交番勤務からのたたき上げ。

## 単行本
1. ISBN 978-4-09-124356-0 2013年7月18日発売
2. ISBN 978-4-09-124460-4 2013年10月18日発売
3. ISBN 978-4-09-124523-6 2013年12月18日発売
4. ISBN 978-4-09-124584-7 2014年3月18日発売
5. ISBN 978-4-09-124629-5 2014年5月16日発売
6. ISBN 978-4-09-125019-3 2014年6月18日発売
7. ISBN 978-4-09-125025-4 2014年7月18日発売